# Mahdi-Aufstand
 Aba – Dschebel Gedir I – Sennar I – Dschebel Gedir II – al-Ubayyid I – al-Ubayyid II – Sennar II – Sinkat – El Teb I – Scheikan – El Teb II – El Teb III – Tamanieh – Khartum – Abu Klea – Gallabat – Toski – Firket – Atbara – Omdurman – Umm Diwaykarat

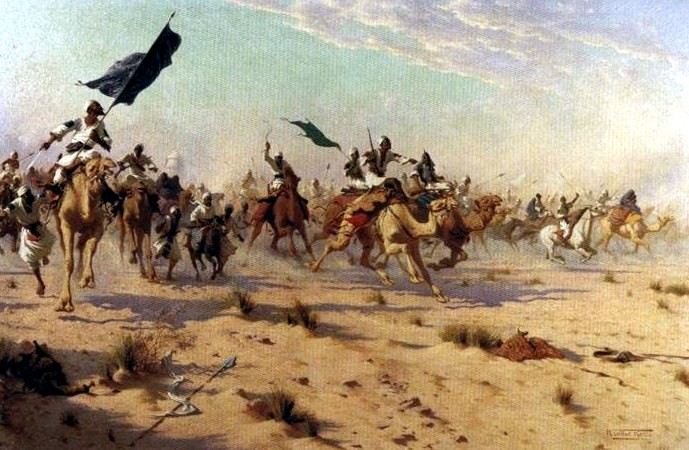
Die Flucht des Kalifen nach seiner Niederlage bei der Schlacht von Omdurman am 2. September 1898, von Robert Talbot Kelly

Der Mahdi-Aufstand (oder Mahdiya) war eine von 1881 bis 1899 währende Rebellion gegen die ägyptische Herrschaft in den Sudan-Provinzen – angeführt vom islamisch-politischen Führer Muhammad Ahmad, der sich zum Mahdi (Messias) erklärt hatte. Er gilt als der erste – zumindest kurzzeitig – erfolgreiche Aufstand einer afrikanischen Bevölkerungsgruppe gegen den Kolonialismus und führte am Ende des 19. Jahrhunderts zur Bildung des „Kalifats von Omdurman“ (auch Mahdi-Reich oder Reich des Mahdi). Die Mahdisten eroberten bis 1885 weite Teile des Landes, erlitten ab 1889 aber wiederholt Niederlagen und wurden 1898 durch eine anglo-ägyptische Streitmacht besiegt.

## Der Mahdi und die Eroberung Sudans

### Situation im Sudan

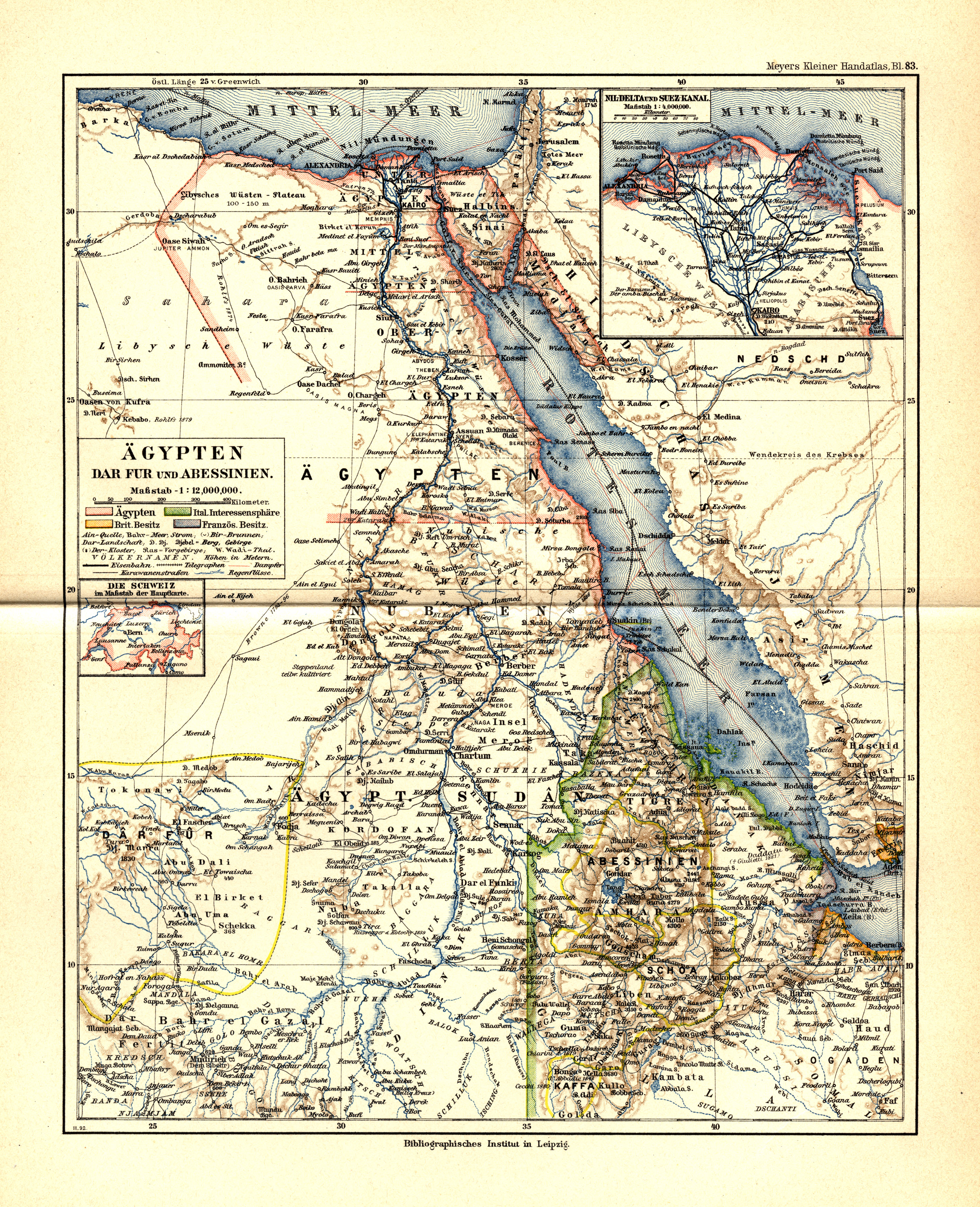
Ägypten, Sudan, Darfur und Abessinien (Äthiopien) um 1892

Im frühen 19. Jahrhundert begannen die Vizekönige von Ägypten, die Nilländer im östlichen Sudan zu erobern. Dieser war bereits seit Jahrhunderten die Mischzone zwischen dem arabischen, islamisch geprägten Norden Afrikas und dem schwarzafrikanischen Süden. Ägypten gehörte offiziell zwar noch zum Osmanischen Reich, hatte aber unter der Dynastie des Muhammad Ali eine relative Unabhängigkeit erlangt. Entlang des Nils stießen ägyptische Truppen immer weiter nach Süden vor. 1871 erreichte diese Expansion mit der Provinz Äquatoria schließlich die zentralafrikanischen Seen. Der Hauptgrund für die Eroberung Sudans war der Bedarf der ägyptischen Vizekönige an Soldaten. Nach der Eroberung des Landes wurde deshalb sofort damit begonnen, schwarze Einwohner für die ägyptische Armee zu versklaven.
Durch die Verwaltungsreformen, eine starke Bautätigkeit sowie eine verfehlte Finanzpolitik stieg die Staatsverschuldung des Khedivats Ägypten unter dem Khediven Ismail Pascha (1863–1879) stark an. Zum finanziellen Ruin Ägyptens führte vor allem die Beteiligung an den Baukosten des Sueskanals. Nach dem faktischen Staatsbankrott 1875 wurde eine internationale Finanzaufsicht unter britischer Leitung gebildet. Unter diesem Einfluss der europäischen Großmächte schickte die ägyptische Regierung ab den 1870er Jahren verstärkt europäische Beamte in die Sudan-Provinzen. Diese sollten die Verwaltung in den besetzten Gebieten organisieren und dem Sklavenhandel ein Ende setzen. 1877 wurde so Charles George Gordon (Gordon Pascha) Generalgouverneur. Allerdings konnte die Sklaverei auch durch ihn nicht vollständig überwunden werden.
Gegen die internationale Finanzkontrolle entwickelte sich ab 1879 in Ägypten die nationalistische Urabi-Bewegung. Der Khedive Ismail tat wenig, der Revolte entgegenzutreten, weil er hoffte, die europäischen Mächte dadurch loszuwerden. Am 26. Juni 1879 wurde er vom türkischen Sultan zur Abdankung gezwungen. Sein Amt übernahm sein Sohn Tawfiq, der sich den Wünschen der Mächte gegenüber willfähriger zeigte. Im Herbst 1881 kam es zu Unruhen im Land. Daraufhin musste der neue Khedive seinen Premierminister Riaz Pascha entlassen. Der im Februar 1882 zum Kriegsminister ernannte Urabi Pascha forderte die Abschaffung der europäischen Finanzkontrolle. Am 11. Juni kam es in Alexandria zu blutigen Exzessen gegen die Ausländer. Zur Sicherung des Sueskanals als wichtiger Verbindung zu seinen Kolonien in Indien besetzte daraufhin im Herbst 1882 Großbritannien im kurzen Anglo-Ägyptischen Krieg das Land und schlug die Bewegung nieder. Ägypten blieb auch nach der Niederschlagung der Bewegung besetzt. Im Sudan lebte in der Zeit des Urabi-Aufstandes der Sklavenhandel wieder auf. Am 20. Dezember 1882 wurde die ägyptische Armee aufgelöst. Die arbeitslosen Soldaten sorgten für Aufruhr in den Garnisonsstädten im Sudan. Für zusätzliche Unruhe sorgte, dass Gordon 1880 aus gesundheitlichen Gründen vom Amt des Generalgouverneurs zurückgetreten war und sein Nachfolger Rauf Pascha kaum in der Lage war, die Ordnung im Sudan aufrechtzuerhalten.

### Der erwartete Mahdi

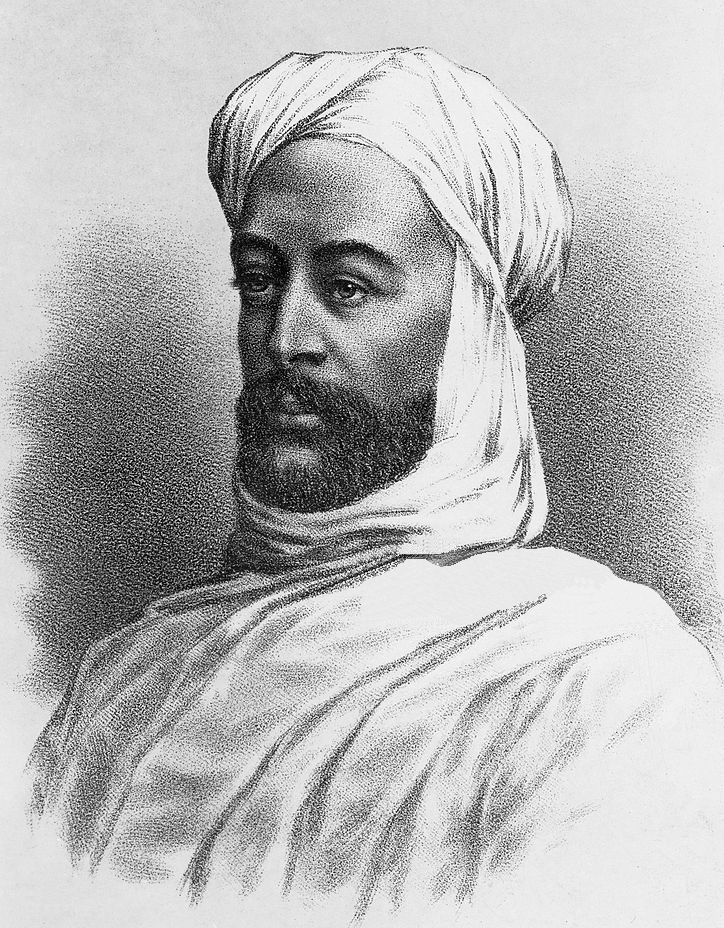
Muhammad al-Mahdi. Undatierter Stahlstich eines unbekannten Künstlers

Muhammad Ahmad, Sohn eines Bootsbauers aus einem Dorf nahe Dongola, entwickelte auf seinen Reisen durch den Sudan eine oppositionelle Haltung gegen die Folgen der Fremdherrschaft. Er wandte sich gegen die repressive Steuerpolitik, die Willkür der Beamten und gegen die mangelnde Ernsthaftigkeit bei der Ausübung des Islam unter den ägyptischen Besatzern. Bereits seit 1871 scharte er als Scheich Anhänger um sich und wurde als eloquenter Prediger für die Rückkehr zu den Werten des Koran bekannt. Aber erst Abdallahi ibn Muhammad, sein späterer Nachfolger, betrachtete ihn als den Mahdi. Der Mahdi ist im Islam der letzte von Allah auserwählte Führer der Gläubigen, der das Unrecht auf der Welt beseitigen wird. Abdallahi ibn Muhammad verbreitete, nachdem er von einer Krankheit genesen war, das Bild vom Wunder vollbringenden Meister. 1881 erklärte sich Muhammad Ahmad schließlich selbst zum Mahdi. Der Glaube an die Ankunft des Mahdi war im Sudan dieser Zeit weit verbreitet. Muhammad Ahmad stellte sich an die Spitze einer Aufstandsbewegung gegen die ägyptische Regierung und erklärte ihr am 29. Juni 1881 schriftlich seine Mission. Sie beschränkte sich nicht auf Sudan oder Ägypten, das gesamte Osmanische Reich von Mekka bis Konstantinopel sollte einem islamischen Staat nach dem Vorbild der moslemischen Gemeinschaft des 7. Jahrhunderts weichen.
Daraufhin versuchte am 12. August 1881 Rauf, der Gouverneur des ägyptischen Sudan, Muhammad Ahmad festzusetzen. Doch die zwei entsandten Kompanien wurden in einen Hinterhalt gelockt und im Gefecht auf der Aba-Insel geschlagen. Muhammad Ahmad rief daraufhin zum Heiligen Krieg auf. Er konnte eine Armee so genannter Ansar um sich scharen und gewann zahlreiche Stammesführer für seine Sache. Die Motivation seiner Anhänger war dabei vielfältig: Während die einst wohlhabenden Sklavenhändler die Steuern und Repressalien der Ägypter abschaffen wollten, folgten ihm große Teile der armen Bevölkerung um seiner religiösen Bedeutung willen. Um sich dem Zugriff der Behörden zu entziehen, begab er sich auf den Marsch nach Kordofan. Dort errichtete er einen Stützpunkt in den Nuba-Bergen, wo er am 9. Dezember 1881 in der Schlacht von Dschebel Gedir seinen zweiten Sieg erringen konnte. Daraufhin wurde Rauf abberufen. Man warf ihm vor, die Gefahr des Mahdi-Aufstandes unterschätzt zu haben. Der deutschstämmige Giegler Pascha entsandte im Juni 1882 eine Streitmacht von 6.000 Mann unter dem Kommando von Jusuf el-Schallali Pascha in die Nuba-Berge. Sie sollten den Berg Gedir, auf dem Muhammad Ahmad sein Hauptquartier aufgeschlagen hatte, stürmen. In der Nacht vor diesem Angriff, am 6. Juni, wurden die ägyptischen Truppen jedoch von Tausenden meist unbewaffneten Mahdisten angegriffen und in der Zweiten Schlacht von Dschebel Gedir zerschlagen. 1000 Mann der Expeditionstruppen und ihr Anführer wurden getötet, und die Mahdisten erbeuteten Waffen und Munition. Nach diesem Sieg glaubten große Teile der Bevölkerung, dass Muhammad Ahmad der erwartete Mahdi sei. Die Wirren in Ägypten im Zuge der Besetzung des Landes durch Großbritannien begünstigten die Ausbreitung seiner Idee. Nach der Niederschlagung der Urabi-Bewegung strömten dem Mahdi neue Anhänger zu. Die religiöse Bewegung des Mahdismus, die es in der islamischen Welt bereits lange vorher gegeben hatte, erfasste durch den britischen Einmarsch in Ägypten jetzt das ganze Land. Die Streitmacht der Mahdisten wuchs weiter an und konnte die Provinzhauptstadt El Obeid nach viermonatiger Belagerung am 19. Januar 1883 einnehmen. Dabei fielen den Mahdisten 6000 Gewehre, fünf Geschütze und 100.000 £ in die Hände. Muhammad Ahmad errichtete in El Obeid sein Hauptquartier.

### Ausbreitung des Mahdismus

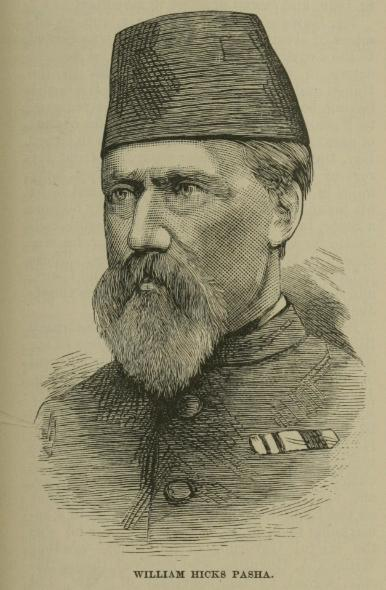
William Hicks in ägyptischer Uniform

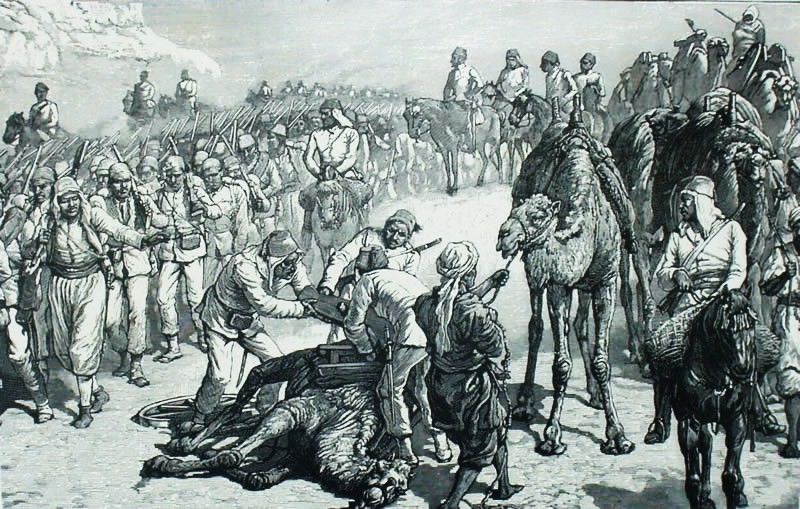
Die Armee von Hicks Pascha auf dem Marsch. Zeichnung eines unbekannten Künstlers aus dem Jahr 1883

Nachdem die ägyptische Armee nach dem Urabi-Aufstand aufgelöst worden war, mussten nun 10.000 Mann der Armee Urabis reaktiviert werden. Im Frühjahr 1883 wurden diese und alle sonst verfügbaren ägyptischen Truppen unter Suliman Pascha entsandt, um El Obeid zurückzuerobern. Stabschef war der britische Oberst Hicks Pascha. Am 9. September 1883 rückte der inzwischen zum Befehlshaber ernannte Hicks mit 14.000 ägyptischen Soldaten den Nil aufwärts bis nach Duem, wo er eine starke Befestigung errichtete, die er von 2.000 Mann bewachen ließ. Auf dem Vormarsch litt seine Armee unter den ständigen Angriffen der Mahdisten, Wassermangel und Desertion. Am 1. November näherte sie sich von Südwesten der Stadt El Obeid und schlug dort die Vortruppen Muhammad Ahmads. Daraufhin teilte Hicks vorübergehend sein Heer. Es gelang ihm zwar, nach blutigem Kampf seine Streitmacht am 4. November wieder zu vereinigen, doch war die Armee von den Wasserstellen abgeschnitten und hatte ihre Munition verbraucht. Das gesamte Heer wurde am 5. November in der Schlacht von Scheikan ausgelöscht. Seine Ausrüstung und Waffen einschließlich der 36 Geschütze fielen den Mahdisten in die Hände. Hicks und der Generalgouverneur Sudans fielen in der Schlacht.

Emir Naaman vom Stamm der Baggara. Photographie aus dem Jahr 1898. Er trägt die Dschibba, den typischen Überwurf.

Am 23. Dezember 1883 kapitulierte der Gouverneur von Darfur, der österreichische Abenteurer Rudolf Slatin (Slatin Pascha), vor den Truppen Muhammad Ahmads. Rudolf Slatin konnte sein Leben durch den Übertritt zum Islam retten und kam in jahrelange Gefangenschaft.
Muhammad Ahmad legte die Dschibba als typische Kleidung seiner Anhänger fest. Er wollte damit nach den ersten Siegen gegen den Hang zur Verschwendung vorgehen, der sich unter seinen Anhängern ausgebreitet hatte. Die Dschibba bestand aus einem knielangen weißen Hemd, knöchellangen Hosen und dem Turban. Löcher wurden mit farbigen Flicken ausgebessert. Es entstand dadurch eine Art Uniform der Mahdisten, in der die farbigen Flicken später durch farbige Aufdrucke ersetzt wurden. Unterstützt wurde der Mahdi-Aufstand hauptsächlich von zwei Gruppen: Die Baggara waren die wichtigsten Anhänger. Sie waren in die Dschibba gekleidet. Die zweite wichtige Gruppe waren die in mehrere Stämme unterteilten Bedscha. Einer davon waren die Hadendoa, Nomaden, die an der sudanesischen Küste am Roten Meer lebten. Die Hadendoa trugen lange krause Haare, die mit Butter frisiert wurden, und wurden wegen ihrer auffallenden Haartracht auch als Fuzzi Wuzzi bezeichnet. Osman Digna war ihr Führer.
Osman Digna trug die Mahdiya in den Osten Sudans. Er belagerte die Garnisonen von Tokar und Sinkat. Nach mehreren vergeblichen Angriffen auf diese Garnisonen konnte er Mitte Oktober 1883 eine Entsatztruppe aus Sawakin zerschlagen. Sein Ansehen stieg dadurch, und seine Gefolgschaft im Osten Sudans wurde größer. Am 4. November 1883 schlug er bei Tokar ägyptische Truppen unter dem britischen Konsul von Sawakin Hauptmann Moncrieff. Da alle verfügbaren ägyptischen Armeeeinheiten bei El Obeid vernichtet wurden und die britische Regierung nicht bereit war, sich zu engagieren, wurde die ägyptische Gendarmerie unter ihrem Führer, dem Briten Baker Pascha, nach Sawakin entsandt. Am 4. Februar 1884 konnte Osman Digna das Heer von Baker jedoch in der Ersten Schlacht von El Teb schlagen. Um die für die Sicherung der Seewege nach Indien wichtige Küste des Roten Meeres zu halten und eine Alternative zur Route nach Khartum über den Nil aufrechtzuerhalten, entsandten die Briten nun eigene Truppen nach Sawakin. Der Oberbefehlshaber der Royal Navy Ostindien, Admiral Sir William Hewett (1834–1888), wurde zum Gouverneur von Sawakin ernannt und begann dort am 10. Februar 1884 Marinesoldaten zu landen. Zwei Tage später landeten hier weitere 5000 Mann der British Indian Army und anderer Truppen unter Gerald Graham zu seiner Unterstützung. Diese hatten an der Besetzung Ägyptens teilgenommen und waren nun teilweise auf dem Rückweg nach Indien. Graham konnte Osman Digna am 29. Februar in der Zweiten Schlacht von El Teb schlagen. Am 13. März 1884 kam es zur Schlacht von Tamanieh, in der Osman Digna vorerst vertrieben wurde. Das Küstengebiet war danach in anglo-ägyptischer Hand, und die britischen Truppen wurden abgezogen.
Die Mahdisten wandten sich inzwischen nach Norden und eroberten am 20. Mai 1884 Berber. Damit wurde Khartum von der Versorgung aus Ägypten abgeschnitten.

### Belagerung Khartums undGordon Relief Expedition

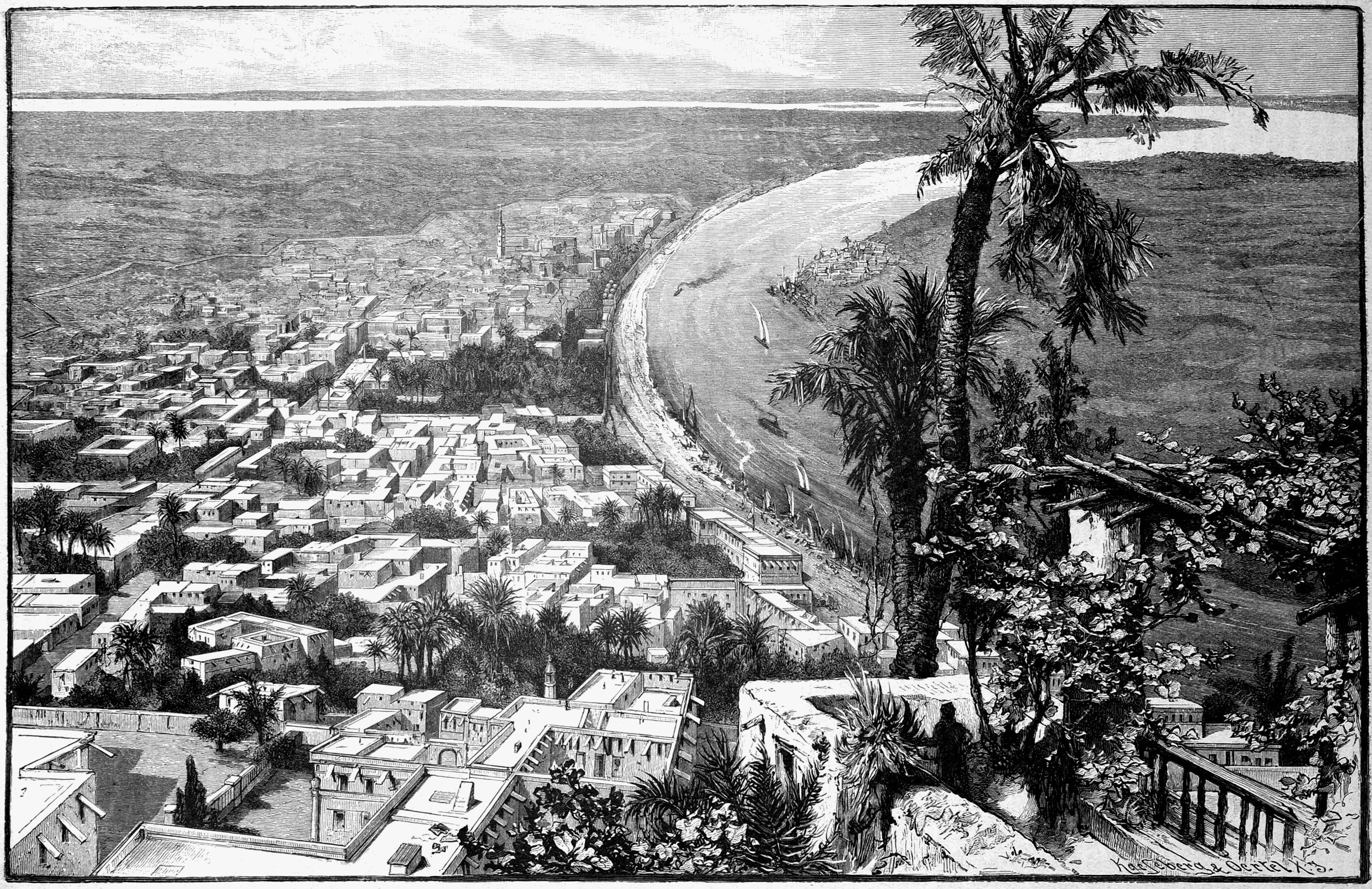
Khartum, nach einer englischen Vorlage gezeichnet von R. Büttner, Die Gartenlaube (1888)

Die kolonialen Kräfte Großbritanniens waren zu dieser Zeit hauptsächlich auf den Konflikt mit Russland gerichtet. Aufgrund der desolaten Lage der ägyptischen Truppen im Sudan wies die britische Regierung daher unter Gladstone im Dezember 1883 Ägypten an, die Sudan-Provinzen aufzugeben. Dies war allerdings insofern schwierig, als Tausende ägyptische Soldaten, Zivilangestellte und deren Angehörige aus dem Sudan evakuiert werden mussten. Die britische Regierung beauftragte deshalb Gordon, der bereits von 1877 bis 1880 Gouverneur Sudans gewesen war, nach Khartum zu gehen, um von dort aus die Evakuierung zu organisieren.
Gordon brach im Januar 1884 nach Kairo auf. Dort erhielt er weitere Anweisungen vom Generalkonsul von Ägypten, Evelyn Baring, und wurde zum Generalgouverneur mit exekutiven Vollmachten ernannt. Gordon erreichte Khartum am 18. Februar 1884 und konnte ca. 2500 Frauen, Kinder, Kranke und Verwundete nach Ägypten evakuieren, bevor die Mahdisten die Stadt am 18. März einschlossen und für zehn Monate belagerten. Gordon plante zunächst, den einflussreichen al-Zubayr Rahma als seinen Nachfolger einzusetzen. Dies wurde aber von der Regierung abgelehnt, die keinen ehemaligen Sklavenhändler an der Spitze Sudans sehen wollte. Gordon versuchte auch über den Verhandlungsweg, Khartum vor der Einnahme zu retten. So unterbreitete er angeblich an Muhammad Ahmad das Angebot, ihn zum Sultan von Kordofan zu machen. Dieser ließ sich aber nicht mit einem Titel abspeisen, der ihm Macht über ein Gebiet geben würde, das er ohnehin schon kontrollierte.
Die britische Regierung sandte, da sie die Sudan-Provinzen ohnehin aufgeben wollte, keine Entsatztruppen. Andererseits konnte sie Gordon, der in der Heimat als Nationalheld gefeiert wurde, nicht opfern und forderte ihn auf, sich zu retten. Gordon antwortete: „I am in honour bound to the people“ (Ich bin den Menschen hier in Ehre verpflichtet). Im Sommer 1884 weitete sich die Diskussion um die Rettung Gordons bis zu einem Antrag auf ein Misstrauensvotum gegen die Regierung aus. Gladstone gab schließlich nach und sandte eine Armee unter Garnet Joseph Wolseley, die so genannte Gordon Relief Expedition, aus. Allerdings war sie nicht vor November 1884 abmarschbereit. Im Dezember erreichten die Truppen Korti. Die Hauptstreitmacht (River Column), unter Generalmajor William Earle (1833–1885), rückte von hier aus mit Dampfern und Booten auf dem Nil vor. Gleichzeitig marschierte das so genannte Camel Corps unter Sir Herbert Stewart direkt durch die Wüste. Am 30. Dezember 1884 begann Stewart mit 1.600 Mann und 2.400 Kamelen seinen Marsch von 185 Meilen in Richtung Metemmeh. Auf dem Vormarsch von Korti nach Metemmeh stieß das Camel Corps am 17. Januar 1885 bei Abu Klea auf eine Armee der Mahdisten. Stewart konnte mit 1500 Mann die zahlenmäßig weit überlegenen 10.000 Mahdisten schlagen. Muhammad Ahmad, der inzwischen selbst die Belagerung von Khartum leitete, beschloss daraufhin, diese abzubrechen, wurde aber von seinen Generälen umgestimmt. In Khartum waren inzwischen die Vorräte verbraucht und die Verteidiger erschöpft. Vor dem Hintergrund des drohenden Entsatzes der Stadt durch britische Truppen wurde der Angriff auf den 26. Januar 1885 festgelegt. Stewart rückte inzwischen weiter auf Metemmeh vor und wurde am 19. Januar bei Gubat angegriffen. Er wurde dabei tödlich verwundet; das Kommando hatte er an Sir Charles Wilson übergeben. Wilson erreichte den Nil am 21. Januar und traf auf vier Dampfschiffe, die Gordon mit der Bitte um Unterstützung entsandt hatte. Gordon ließ in einer Nachricht vom 14. Januar mitteilen, dass er sich noch zehn Tage würde halten können, wenn keine britischen Truppen einträfen. Wilson legte allerdings eine dreitägige Pause ein, um seine Verwundeten zu versorgen. Am 24. Januar belud er zwei Dampfer mit Truppen und fuhr in Richtung Khartum. Einer der Dampfer lief am sechsten Katarakt auf Grund, was erneut eine Verzögerung verursachte.

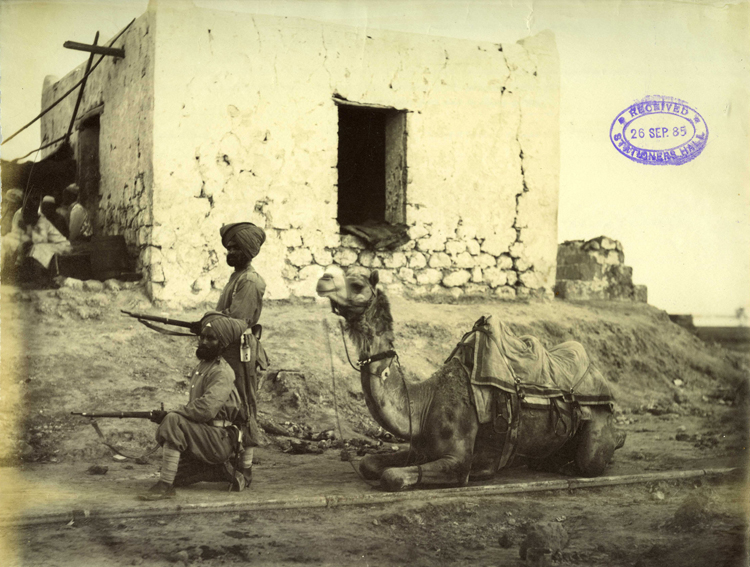
Fotografie des Camel Corps von Felice Beato

Die belagernden Mahdisten wussten von der nahen Entsatztruppe und griffen deshalb am Morgen des 26. Januar mit 50.000 Mann an. Die Ansari hatten den Rückgang des Frühjahrshochwassers des Nil abgewartet und griffen daraufhin in Booten die nur schwach verteidigte Flussseite Khartums an. Gegen 3 Uhr stürmten sie in die Stadt und töteten Gordon, vermutlich im Gouverneurspalast. Die Mahdisten stellten den Kopf Gordons als Trophäe in ihrem Feldlager aus.
Am 27. Januar gerieten Wilsons zwei Dampfer unter Gewehrfeuer. Bei einem Zwischenstopp erfuhren sie, dass Khartum gefallen sei. Einen Tag später, am 28. Januar, trafen die Dampfer in Khartum ein. Unter schwerem Artillerie- und Gewehrbeschuss gelangten sie in Sichtweite des Gouverneurspalasts und mussten feststellen, dass jede Hilfe zu spät kam.
Am 10. Februar kam es zur Schlacht von Kirbekan, wo die Nile Column unter Earle eine zahlenmäßig überlegene Mahdistenstreitmacht besiegte. Earle kam dabei ums Leben, und Henry Brackenbury übernahm das Kommando über die Nile Column.
Die Mahdisten eroberten bald danach Kassala und Sannar. Im Herbst 1885 erreichte eine ihrer Armeen unter Muhammed el-Kheir die ägyptische Grenze. Am 30. Dezember 1885 kam es zu einem Kampf mit ägyptischen Truppen unter Sir Frederick Stephenson (1821–1911). Die ägyptische Armee konnte ihren ersten Sieg ohne Unterstützung durch britische Truppen erringen und den Vormarsch der Mahdisten stoppen. Die Mahdiya begann daraufhin, sich nach Süden auszubreiten.

### Kampf um die Küste des Roten Meeres

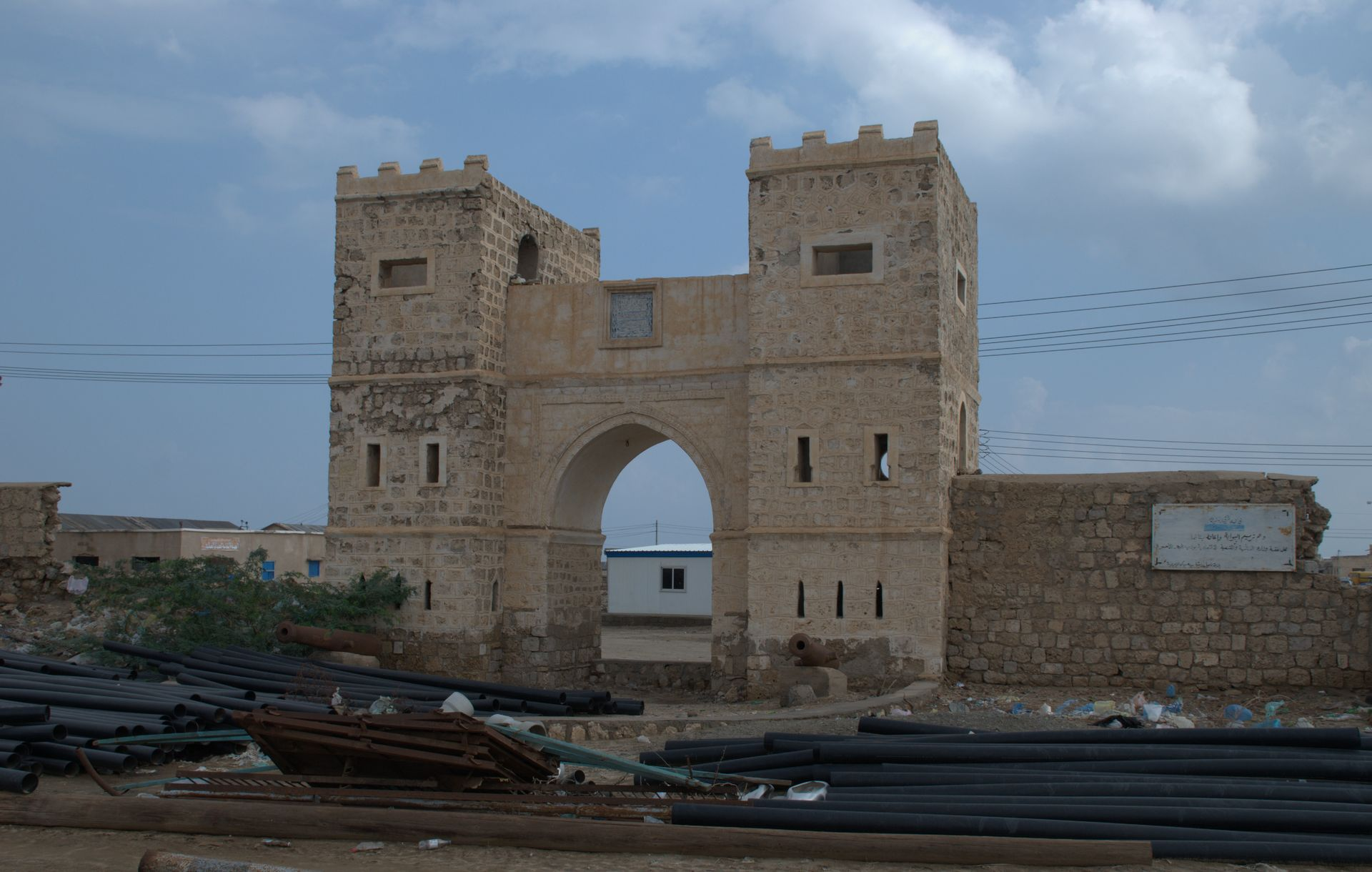
Von Kitchener 1886 beauftragtes Tor an der äußeren Stadtmauer von Sawakin

Um den britischen Prestigeverlust beim gescheiterten Rettungsversuch Gordons zu begrenzen und den von Wolseley befürchteten erneuten Angriff der Mahdisten auf Ägypten zu verhindern, sollte erneut General Graham (1831–1899) von Sawakin am Roten Meer mit 13.000 Mann gegen Osman Digna vorgehen. Außerdem hatte er die Aufgabe, über Berber an den oberen Nil vorzudringen und den Bau einer Eisenbahnstrecke zur Verbindung dieser beiden Orte zu ermöglichen. Diese Linie sollte zur Unterstützung militärischer Vorstöße dienen. Für den Bau der Eisenbahn wurde mit der Firma Lucas & Aird ein Vertrag geschlossen. Die Eroberung Sudans war aber weiterhin nicht Ziel der britischen Politik, und nach Fertigstellung von 30 km Strecke wurde das Unternehmen 1886 aufgegeben, weil der Aufmarsch der Russen an der Grenze Afghanistans den Abzug der britischen Truppen aus Sudan erforderte (siehe Great Game): Großbritannien unterließ für die nächsten zehn Jahre weitere Versuche, nach Sudan vorzudringen, und beschränkte sich auf das Halten einiger weniger Stützpunkte. Nur Sawakin, das von indischen Kolonialtruppen verstärkt wurde, und Wadi Halfa in der Nähe der ägyptischen Grenze blieben besetzt.
Generalgouverneur des östlichen Sudan und Kommandant von Sawakin wurde im August 1886 Oberst Horatio Herbert Kitchener. Ende 1887 versuchte Osman Digna erneut, die Briten aus Sawakin zu vertreiben, und belagerte die Stadt. Kitcheners Soldaten verstärkten den Stützpunkt, konnten die Belagerung beenden und gingen zum Gegenangriff über. Im Anschluss übernahm der neue Sirdar der ägyptischen Armee, der britische General Sir Francis Grenfell, selbst das Kommando und konnte Osman Digna am 20. Dezember 1888 schlagen. Am 19. Februar 1891 wurde Osman Digna bei Tokar erneut geschlagen, musste die Stadt aufgeben und zog sich zum Atbara zurück.

## Kalifat von Omdurman

### Kampf um die Nachfolge

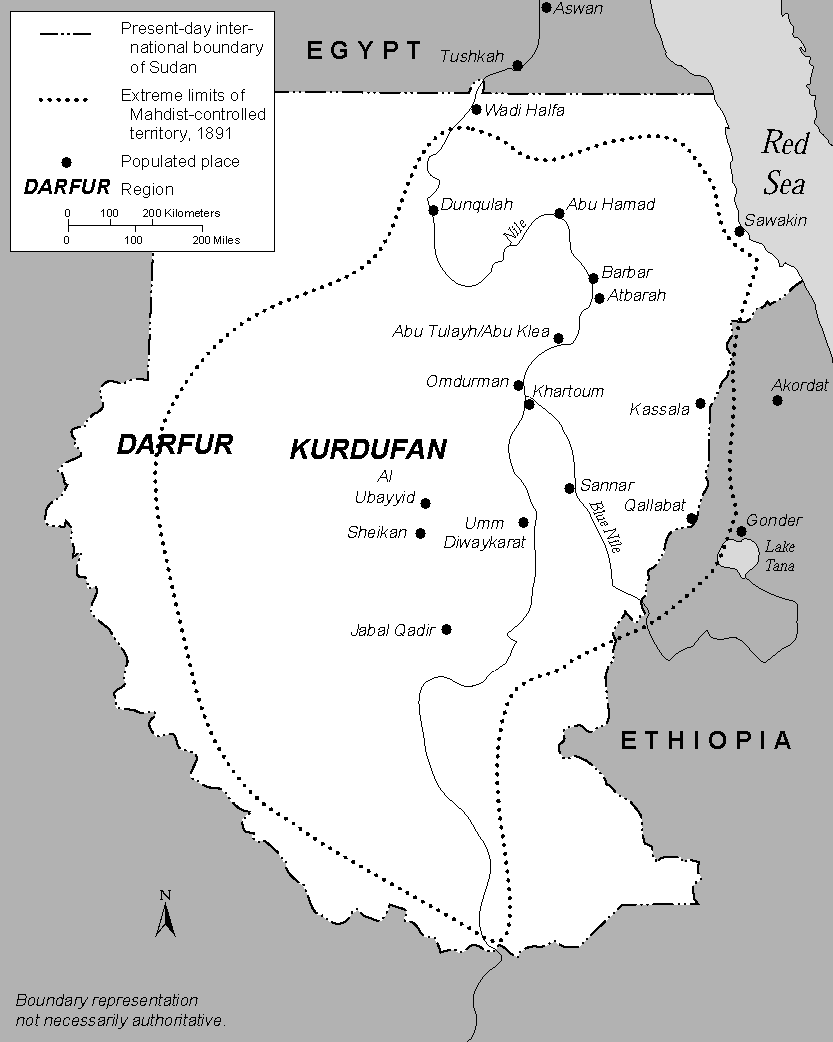
Ausdehnung des von den Mahdisten 1891 kontrollierten Gebietes in den heutigen Grenzen Sudans und Südsudans

Während der Belagerung von Khartum hatten die Mahdisten ihr Hauptquartier in Omdurman eingerichtet, gegenüber von Khartum am westlichen Nilufer gelegen. Nach dem Abschluss der Belagerung machten sie Omdurman zur neuen Hauptstadt Sudans. Muhammad Ahmad starb hier am 22. Juni 1885 plötzlich und unter ungeklärten Umständen. Seinem Tod folgte eine Phase, in der folgende drei Interessensgruppen um die Macht kämpften:
- Die Abkār al-Mahdī („Erstgeborene des Mahdi“) waren die ursprünglichen, religiös motivierten Anhänger von Muhammad Ahmad, die durch Ali bin Muhammad Hilu angeführt wurden.
- Die Awlād al-balad („Söhne des Landes“) waren die Anhänger, die aus kommerziellen Interesse die ägyptische Herrschaft ablehnten und sich Muhammad Ahmad anschlossen. Diese Gruppe wurde durch Verwandte von Muhammad Ahmad (Aschraf) angeführt mit Muhammad Scharif bin Hamid an der Spitze.
- Abdallahi ibn Muhammad führte die Gruppe von Ta’ischastämmen (Baggara) an, die sich der Mahdi-Bewegung anschlossen, um sich von der Fremdbestimmung und der Steuerlast durch die ägyptische Administration zu befreien.

Die Aschraf gewannen Muhammad Khalid, den Statthalter in Darfur, für sich. Dieser zog mit seiner Armee gegen Omdurman. Abdallahi schickte ihm eine eigene Streitmacht entgegen und konnte Muhammad Khalid gefangen nehmen. Abdallahi ließ Khartum, Hochburg der Aschraf, aufgeben und setzte eigene Gefolgsleute als Gouverneure der Provinzen ein. 1889 wäre es fast zum Aufstand der Aschraf gekommen. Er konnte aber unter Vermittlung von Ali bin Muhammad Hilu, der stets den Ausgleich zwischen den Kalifen gesucht hatte, verhindert werden. Die Phase der Machtkämpfe endete im März 1892 mit der Gefangennahme von Muhammad Sharif durch Gefolgsleute Abdallahi ibn Muhammads, der daraufhin als alleiniger Kalif die Macht innehatte.

### Kalifat von Omdurman

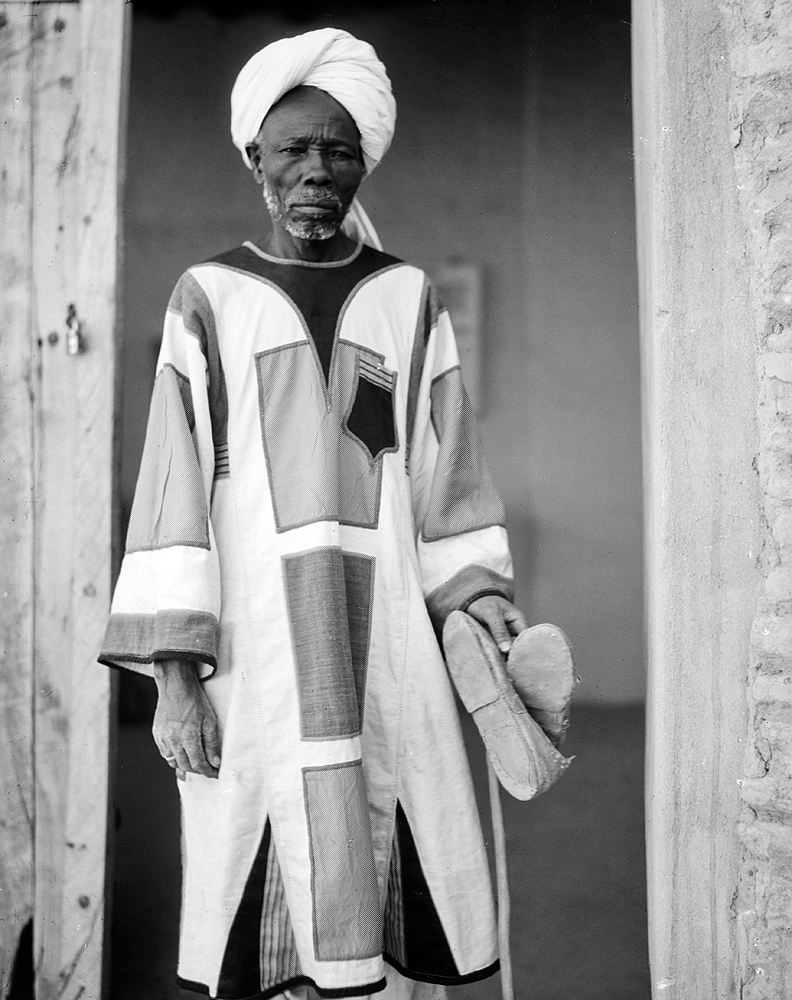
Anhänger des Mahdi in typischer Bekleidung. Photographie aus dem Jahr 1936

Abdallahi ibn Muhammad gelang es, das gesamte Gebiet zwischen den Provinzen Darfur im Westen, Sawakin im Osten (ohne die Stadt Sawakin selbst, die durch eine britische Garnison gehalten wurde), Dungula im Norden und Bahr al-Ghazal im Süden zu unterwerfen.
Das Kalifat bildete die erste nationale sudanesische Regierung. Die Schari'a regelte alle Bereiche des menschlichen Daseins. Der Sklavenhandel wurde unter dem Kalifen wieder erlaubt. Lediglich der Export von Sklaven war verboten worden. Da in der Armee der Mahdisten viele Sklaven kämpften, lag der Grund für das Exportverbot hauptsächlich darin, eine Schwächung der Armee zu verhindern.
Unter Kalif Abdullahi „verweltlichte“ die Mahdi-Bewegung. Während der Mahdi gegen die mangelnde Ernsthaftigkeit bei der Ausübung des Islam unter den ägyptischen Besatzern ausgezogen war, kehrten die Mahdisten nun zu den ursprünglichen, mystischen Glaubenspraktiken aus der Zeit vor der Besetzung zurück. Die Schahada, das Glaubensbekenntnis des Islam, wurde um eine Formel erweitert, die den Mahdi in das Gebet einschloss. Der Haddsch, die islamische Pilgerfahrt nach Mekka, wurde durch eine Reise zum Grab des Mahdi ersetzt.
Die Mahdisten unterhielten eine Fluss-Flottille aus Dampfschiffen, ein Manufaktursystem zur Waffenherstellung und ein Telegrafensystem im Sudan. Insgesamt erlitt das Land aber einen wirtschaftlichen Niedergang. Dadurch und durch Missernten in der Mitte der Herrschaftszeit nahm die Bevölkerung in dieser Zeit stark ab.
Der deutsche Forscher Emin Pascha behauptete sich als Gouverneur der südlichsten Sudan-Provinz Äquatoria. Zur Rettung Emins wurden mehrere spektakuläre Expeditionen (unter anderem durch Henry Morton Stanley und Carl Peters) unternommen. Bis zu seiner Flucht 1895 lebte auch der ehemalige Gouverneur der Provinz Darfur, Slatin, als Sklave am Hof des Kalifen.

### Armee der Mahdisten
Die Armee der Mahdisten war in 800 bis 1.200 Mann starke Einheiten eingeteilt. Jede Einheit bestand wiederum aus drei Kampfeinheiten, Speerträgern, Gewehrschützen und Reitern sowie einer administrativen Einheit.
Am Anfang des Mahdi-Aufstandes waren fast alle Mahdisten nur mit langen Speeren mit breitem Blatt, Schwertern und Dolchen ausgerüstet. Im Verlauf der Feldzüge wurden ca. 21.000 Gewehre der ägyptischen Armee erbeutet. Am Ende verfügte die Armee der Mahdisten über elf Artilleriebatterien mit je sechs Kanonen. Die 156 Artilleristen waren in der ägyptischen Armee ausgebildet worden.
Aufstellung der Armee um 1896:
- Omdurman: 15.000 Gewehrschützen, 45.000 Speerträger, 3.500 Kavalleristen, 46 Kanonen
- ägyptische Grenze: 4.600 Gewehrschützen, 8.000 Speerträger, 1.200 Kavalleristen, 18 Kanonen
- Ostsudan: 6.900 Gewehrschützen, 1.100 Speerträger, 2.150 Kavalleristen, 4 Kanonen
- Westsudan: 6.000 Gewehrschützen, 2.500 Speerträger, 350 Kavalleristen, 4 Kanonen
- Südsudan: 1.800 Gewehrschützen, 4.500 Speerträger, 3 Kanonen[4]

### Aufstände im Westen

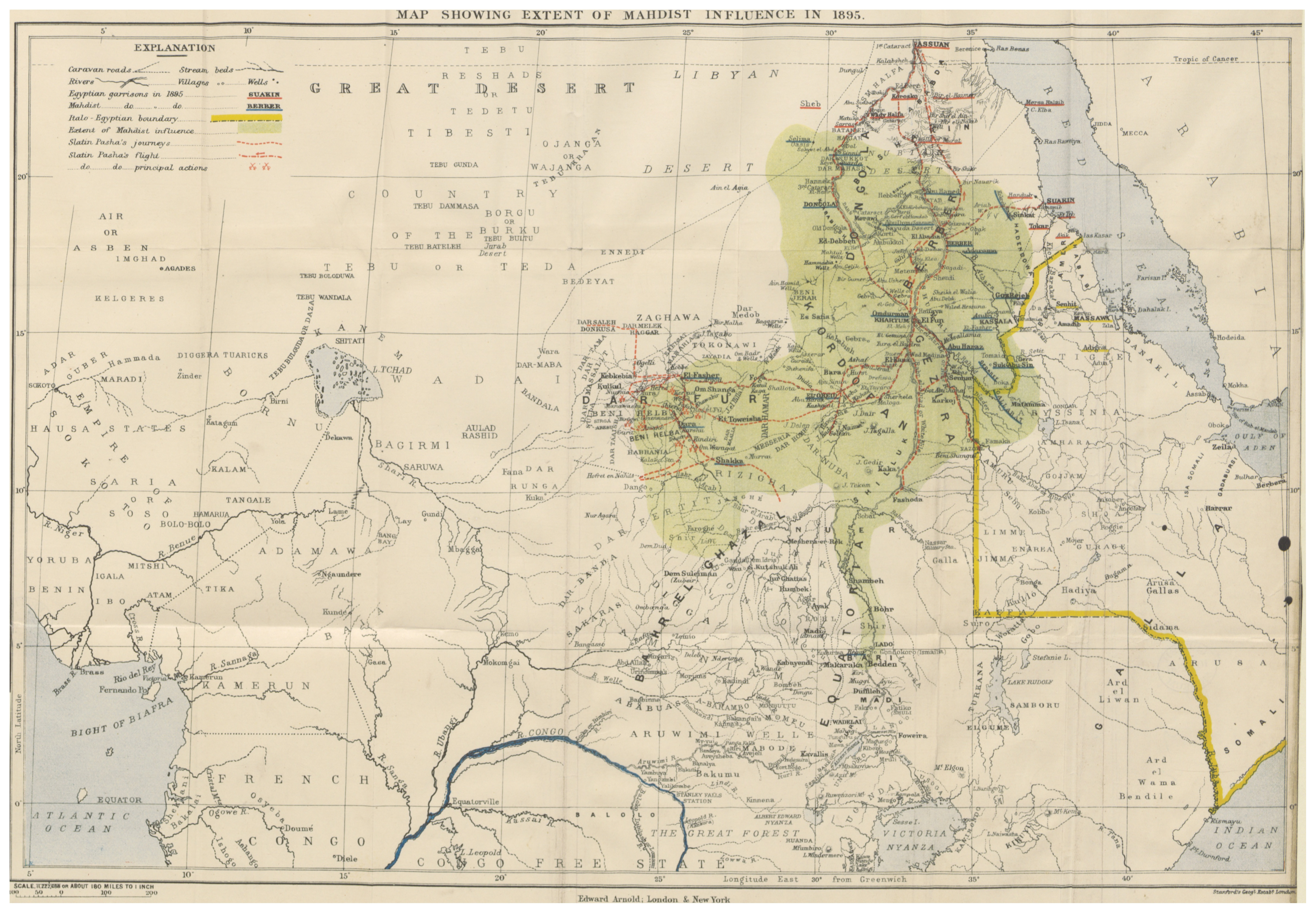
Das Mahdi-Reich im Jahre 1895

Im Zuge der Machtkämpfe der Nachfolger des Mahdi wurde die von den Ägyptern abgesetzte Familie der Fur-Sultane von Muhammed Khalid als Verbündete gegen Abdallahi ibn Muhammad wieder eingesetzt. Nach der Gefangennahme Mohammed Khalids strebte Fur-Sultan Jussuf Ibrahim nach der Unabhängigkeit. Abdullahi entsandte Osman Adam, den Gouverneur von Kordofan, und dieser schlug die Aufständischen in zwei Schlachten. Jussuf Ibrahim zog sich in die Marra-Berge zurück und wurde dort getötet. Sein Bruder Abu Kairat rief sich daraufhin zum Sultan von Darfur aus.
Im Westen erklärte sich Ahmed Abu Jummaisa, im Kampf gegen die fortschreitende „Verweltlichung“ der Mahdisten, zum neuen Mahdi. Er verbündete sich mit dem Fur-Sultan Abu Kairat. Abdullahi entsandte erneut eine Armee unter Osman Adam. Am 22. Februar 1889 kam es bei El Fascher zur Schlacht. Ahmed Abu Jummaisa, der an den Pocken erkrankt im Sterben lag, konnte seine Anhänger nicht mehr inspirieren. Der Aufstand wurde niedergeschlagen.

### Krieg gegen Äthiopien

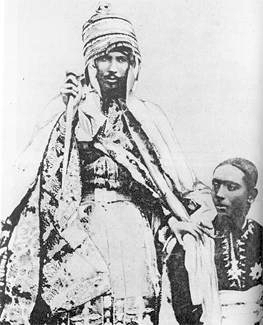
Johannes IV., Kaiser von Äthiopien, Neguse Negest

Der christliche äthiopische Kaiser Johannes IV. hatte die Briten und Ägypter bei der Evakuierung ihrer Garnisonen an der sudanesisch-äthiopischen Grenze unterstützt. Bereits 1885 war es deshalb zu Kämpfen mit den Mahdisten gekommen. 1886 besetzten die Mahdisten schließlich Gallabat, das an der Grenze zu Äthiopien liegt. 1887 begann der Statthalter der ehemaligen äthiopischen Hauptstadt Gonder Ras Adar einen Angriff auf Gallabat und zerstörte die Stadt. Die folgenden Gegenangriffe der Mahdisten und das Friedensangebot des Kalifen blieben erfolglos. Der Kalif hielt daraufhin in Omdurman am 31. Juli 1887 eine große Heerschau unter dem Kommando seines Oberbefehlshabers Abu Angia ab und entsandte diesen in den Kampf gegen die Abessinier. Dieser fiel mit 100.000 Mann in Äthiopien ein. Bei Debra Sin kam es zur Schlacht gegen 200.000 Äthiopier. Abu Angia siegte und konnte Gonder einnehmen und plündern.
Kalif Abdullahi lehnte das darauf folgende Friedensangebot des Kaisers ab. Johannes IV. verkündete deshalb, dass er gegen Khartum ziehen werde. Im März 1889 griffen die Äthiopier unter Führung ihres Kaisers Sudan an. Im Mai 1888 war bereits der erfolgreiche Befehlshaber der Mahdisten, Abu Angia, gestorben. Der Kalif teilte daraufhin den Oberbefehl auf vier Emire auf. Bei Gallabat hatte Zaki Tamal das Kommando. In der Nähe von Gallabat kam es am 9. März zur Schlacht von Metemma/Gallabat. 150.000 Äthiopier griffen 80.000 Mahdisten an. Ein Sieg der Äthiopier zeichnete sich bereits ab, als der Kaiser von einer verirrten Kugel getroffen wurde. Die äthiopischen Truppen zogen sich daraufhin zurück. Zaki Tamal nahm am 11. März die Verfolgung auf, und es kam am Fluss Atbara zu einer zweiten Schlacht. Die Äthiopier wurden in die Flucht geschlagen, und der Leichnam des Kaisers geriet in die Hände der Mahdisten.
Der Krieg war damit beendet, da der Kalif nicht die militärische Stärke hatte, diesen Sieg auszunutzen. Ein Bündnisangebot des neuen Kaisers Menelik II. gegen die Europäer lehnte der Kalif ab.

### Angriff auf Ägypten

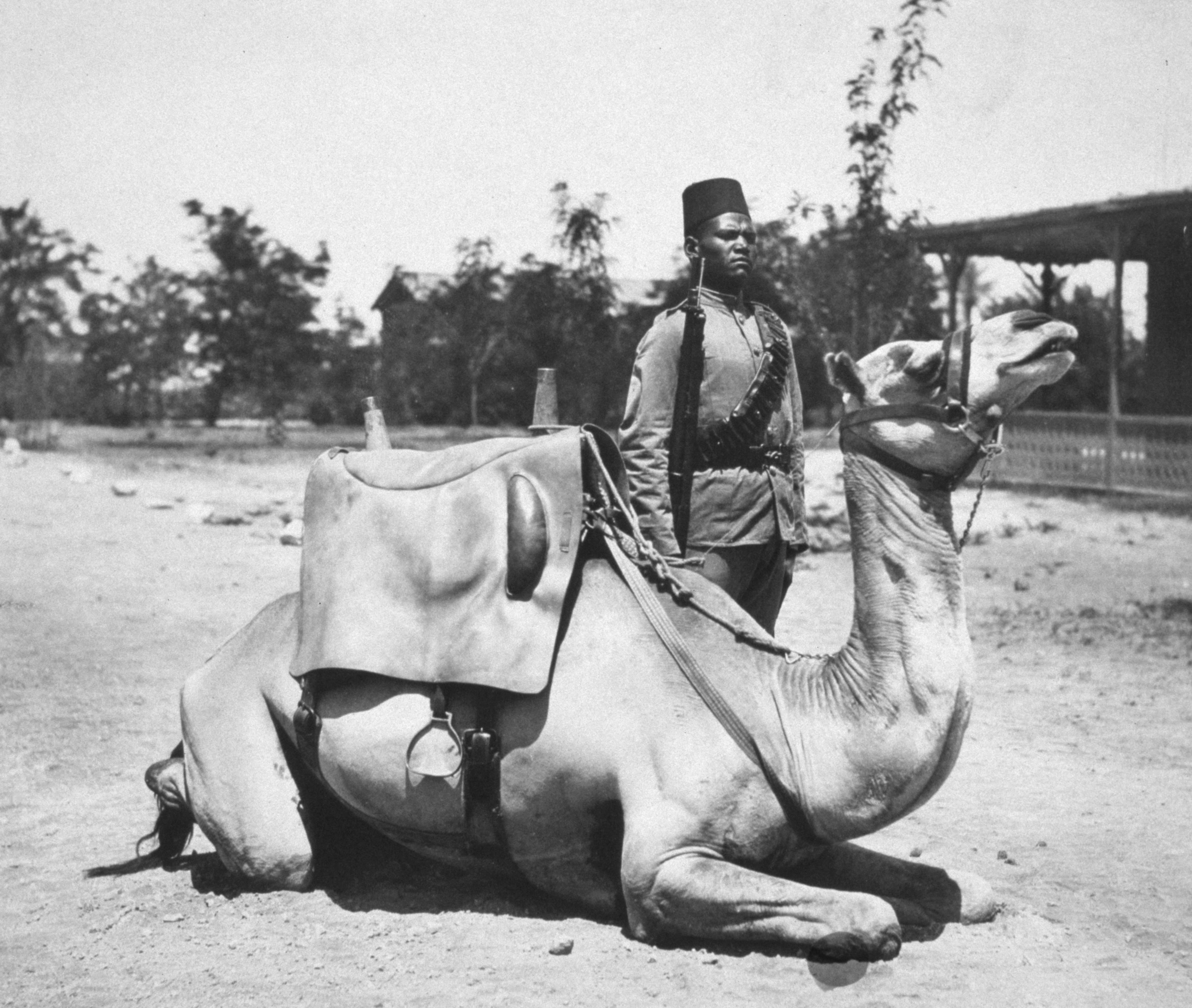
Sudanesischer Soldat der anglo-ägyptischen Armee

Nach den Schlachten von El Fascher und Metemma war der Kalif auf dem Höhepunkt seiner Macht. Er hatte alle inneren und äußeren Feinde bezwungen, und auch der falsche Mahdi war tot. Abdallahi fühlte sich jetzt stark genug, die ursprüngliche Idee des Mahdi, den Dschihad nach Ägypten zu tragen, aufzugreifen. Bereits im April 1887 hatte er Briefe an Königin Victoria, den osmanischen Sultan Abdülhamid II. und den Vizekönig von Ägypten Tawfiq gesandt, in denen er diese aufforderte, sich ihm zu unterwerfen.
Im Juni 1889 marschierte eine Streitmacht unter Abd ar Rahman an Nujumi nach Wadi Halfa. Mit den Armeen, die Abdallahi gegen die Fur-Sultane und Kaiser Johannes IV. entsandt hatte, war diese Truppe allerdings nicht zu vergleichen. Bereits am 2. Juli wurde sie von Oberst Wodehouse in der Nähe von Wadi Halfa geschlagen. Im Anschluss übernahm der Sirdar, General Grenfell, selbst das Kommando an der sudanesischen Grenze und konzentrierte seine Truppen bei Toski, in der Nähe von Abu Simbel. Dort kam es am 3. August zur Schlacht von Toski. Nach fünfstündigem Kampf waren Abd ar Rahman an Nujumi, die meisten seiner Emire und mehr als 1200 Mann tot, 4000 Mann gefangen genommen und die Streitmacht der Mahdisten an der ägyptischen Grenze praktisch zerschlagen. Die Expansionsbestrebungen des Kalifen nach Norden waren damit beendet.

## Ende der Mahdibewegung

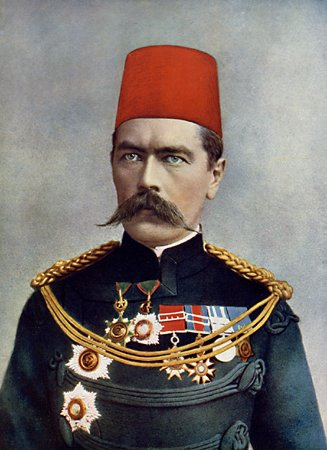
Herbert Kitchener als Sirdar aus Celebrities of the Army, London 1900

### Interessen der Kolonialmächte
Bereits nach dem Tod Kaiser Johannes IV. war es Italien gelungen, sich in Eritrea festzusetzen. Ein Angriff des Kalifen wurde 1893 bei Akordat zurückgeschlagen und führte zum Rückzug der Mahdisten aus Äthiopien. Im Gegenzug begannen die Italiener eine Offensive auf Kassala, den bedeutendsten Ort des östlichen Sudan, und konnten die Stadt im Juli 1894 einnehmen.
Frankreich, das sich 1882 entschieden hatte, nicht an der Besetzung Ägyptens teilzunehmen, hatte seinen zuvor großen Einfluss in der Region zunehmend an die Briten verloren. Nun versuchte es, am oberen Nil Einfluss zu gewinnen. Eine Expedition unter Major Jean-Baptiste Marchand brach von Brazzaville aus nach Faschoda auf.
Der belgische König Leopold II. hatte sich im Kongobecken mit dem Kongo-Freistaat ein eigenes Reich gesichert und baute seine Stützpunkte an der Nordgrenze aus. 1896 marschierte eine 30.000 Mann starke Armee unter dem Banner des Freistaates mit Soldaten der Force Publique, sowie zahlreichen indigenen Hilfstruppen unter Baron Francis Dhanis in Richtung Obernil, um Äquatoria mit dem Kongo-Freistaat zu verbinden und bei Erfolg weiter Richtung Khartum vorzustoßen. Die riesige Armee, bis dahin die größte, die Zentralafrika gesehen hatte, war allerdings völlig heterogen. Zahlreiche arabische Soldaten waren von den Belgiern gepresst worden und hatten ihrerseits von 1892 bis 1894 unter Tippu-Tip gegen die belgischen Truppen im Belgisch-Arabischen Krieg in Ostafrika gekämpft. Viele von ihnen hatten daher wenig Motivation als arabische Muslime für ihre neuen europäisch-christlichen Herrn gegen die ebenfalls muslimisch-arabischen Mahdisten zu kämpfen. Die indigenen Hilfstruppen hatten hingegen immer größere Probleme mit ihren Kolonialherren, da diese wenig Achtung und Verständnis für ihre kulturellen Bräuche aufbrachten. Zudem war die Armee völlig ungenügend mit Proviant versorgt, da für eine so große Anzahl an Menschen unmöglich genügend Proviant mitgeschleppt werden konnte. So begleiteten zudem noch hunderte Zivilisten die Armee. Die Truppen verübten immer mehr Plünderungen, was mit dem zusetzenden Hunger immer mehr die Disziplin zersetzte. Daher meuterten die Truppen und brachten 10 ihrer belgischen Offiziere um. Die für ihre Zeit riesige Armee zerstreute sich in der Folge. Hingegen gelang es Louis Napoléon Chaltin mit einer kleinen, aber schlagkräftigen homogenen 800 Soldaten umfassenden Armee der Force Publique zwischen 1896 und 1897 die Lado-Enklave zu besetzen und am 17. Februar 1897 2000 Mahdisten in der Schlacht von Rejaf zu besiegen. Den Befehl Leopolds, weiter Richtung Zentral-Sudan vorzustoßen, konnte er aufgrund der begrenzten Mittel allerdings nicht umsetzen. Zudem hatte der Vormarsch von Dhanis großer marodierender Armee den Nordosten des Kongos erschüttert. Dies erschwerte den Nachschub für Chatlins Truppen und zwang die Belgier dazu, erhebliche Mittel aufzuwenden, um ihre eigene Kolonie wieder zu stabilisieren.
Unter dem Druck der anderen Kolonialmächte änderte sich die Position Großbritanniens. 1895 kam es in London auch noch zu einem Regierungswechsel. Die konservative Partei unter Lord Salisbury, die schon immer für ein härteres Vorgehen im Sudan einstand, löste die liberale Partei ab. Während sich die Interessen der Liberalen bis dahin auf die Sicherung der ägyptischen Grenze und, mit dem Hafen Sawakin, des Seeweges nach Indien beschränkten, begann nun auch im Sudan der Wettlauf um Afrika. Durch den Helgoland-Sansibar-Vertrag von 1890 hatte Großbritannien die Möglichkeit bekommen, der Expansion der anderen Kolonialmächte in den Sudan von Uganda aus Einhalt zu gebieten.
Darüber hinaus befürchteten die Briten eine Koalition zwischen Frankreich und Äthiopien zum Zwecke der Aufteilung des Mahdi-Reiches. Die Niederlage der Italiener in der Schlacht von Adwa hatte ihnen die Gefahr, die von Äthiopien ausging, deutlich gemacht. Nicht zuletzt die öffentliche Stimmung in Großbritannien führte dazu, dass die britische Regierung 1896 entschied, gegen die Mahdisten vorzugehen. Die Stimmung war seit dem Tod Gordons gegen das Kalifat eingestellt. Ein Übriges taten die vom Chef des anglo-ägyptischen Nachrichtendienstes, Francis Reginald Wingate, veröffentlichten Berichte Slatins und Pater Josef Ohrwalders, in denen der Sklavenhandel im Sudan der europäischen Öffentlichkeit bewusst gemacht wurde.

### Dongola-Expedition 1896

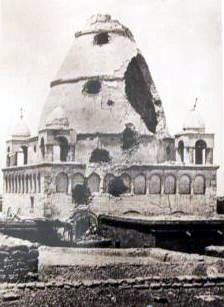
Das Grab Muhammad Ahmads nach dem Beschuss

Bereits seit seiner Ernennung zum Sirdar der ägyptischen Armee 1892 hatte Kitchener an der Vorbereitung der Rückeroberung der Sudan-Provinzen gearbeitet. Am 12. März 1896 erhielt er schließlich den Befehl, den Nil entlang zu marschieren und die Mahdisten anzugreifen. Daraufhin wurde die Anglo-Egyptian Nile Expeditionary Force unter seinem Kommando in Marsch gesetzt. In der so genannten Dongola-Expedition sollte zuerst die nördliche Provinz des Sudan besetzt und die logistische Voraussetzung eines Feldzugs nach Omdurman geschaffen werden. Am 20. März erreichten Voraustruppen unter Oberst Archibald Hunter Akasheh. Bis Ende Mai konnte eine Eisenbahnlinie bis Ambigole vorangetrieben werden. Von hier aus bereitete Kitchener den Angriff auf Firket vor, wo die nördliche Armee der Mahdisten lag. Seine Hauptstreitmacht, die so genannte River Column, rückte entlang des Nil vor. Die River Column bestand aus einer ägyptischen Infanteriedivision unter Hunter und war 7000 Mann stark. Seine zweite Streitmacht, die Desert Column, marschierte durch die Wüste und war 2.100 Mann stark. Die River Column begann ihren Vormarsch am Abend des 6. Juni. Am Morgen des 7. Juni 1896 kam es zur Schlacht von Firket, in der die Mahdisten unterlagen. Kitchener hätte nun weiter in Richtung Dongola marschieren können. Er zog es jedoch vor, die Ankunft der Kanonenboote abzuwarten und die Eisenbahnlinie weiter nach Süden voranzutreiben. In dieser Zeit wurde die Anglo-Egyptian Nile Expeditionary Force von einer heftigen Choleraepidemie geplagt. Insgesamt starben während der Dongola-Expedition 235 Mann an der Cholera. Im September erreichte die Truppe Kerma und am Ende des Monats schließlich fiel Dongola selbst. Kitchener und Hunter wurden für den Erfolg im Feldzug zu Generalmajoren ernannt. Die gesamte Provinz wurde unter Militärrecht gestellt und Hunter ihr Kommandant.

### Nil-Feldzug

Emir Mahmud Ahmad als Gefangener nach der Schlacht am Atbara (Photographie aus dem Jahr 1898)

Nachdem das Problem der langen Nachschubwege durch den Bau einer 350 km langen Eisenbahnlinie im großen Nilbogen von Wadi Halfa bis nach Abu Hamed gelöst worden war, konnte die ägyptische Armee im Nil-Feldzug weiter in Richtung Omdurman vorrücken. Der Kalif zog zwischenzeitlich seine Truppen dort zusammen. Emir Mahmud Ahmad, der die Armee in Kurdufan und Darfur befehligte, wurde mit mehr als 10.000 Mann nach Omdurman kommandiert. Emir Ibrahim Khalil rückte mit 4.000 Mann aus der Dschazira-Ebene heran. Im frühen Juni 1897 beschloss der Kalif, die Truppen Mahmuds nach Metemmeh, in das Gebiet von Kitcheners erwarteten Vormarsch, zu verlegen. Der dort lebende Jaalin-Stamm versagte allerdings dem Kalifen die Unterstützung für dieses Unternehmen. Die Jaalin baten Kitchener am 24. Juni in einem Brief um Hilfe und informierten gleichzeitig den Kalifen über ihren Widerstand. Am 1. Juli griff Mahmud mit ca. 12.000 Mann Metemmeh an, eroberte die Stadt und richtete ein Blutbad unter der Bevölkerung an.
Im Juli 1897 wurde eine Fliegende Kolonne unter General Hunter gebildet, die Abu Hamed einnehmen sollte. Vom 29. Juli bis zum 7. August rückte diese Kolonne in Eilmärschen 133 Meilen durch die Wüste vor und konnte Abu Hamed vor den Entsatztruppen der Mahdisten erreichen. Der Scheich der Provinz Berber, Zeki Osman, evakuierte daraufhin am 24. August die Stadt Berber. Sie wurde am 31. August von irregulären Kamelreitern der ägyptischen Armee und am 5. September von Hunters Kolonne besetzt.
Emir Mahmud Ahmad bedrängte daraufhin Kalif Abdallahi ibn Muhammad, ihn Kitcheners Armee angreifen zu lassen. Aber erst Anfang Dezember 1897 entschloss sich der Kalif zum Angriff. Streitigkeiten bei der Besetzung des Oberbefehls führten dazu, dass nicht, wie geplant, alle Streitkräfte der Mahdisten aufmarschierten, sondern nur Mahmud Ahmads – um Osman Dignas Truppen verstärktes – Kontingent. Dieser marschierte mit einer 15.000 Mann starken Armee nordwärts zum Zusammenfluss von Nil und Atbara, um Kitchener anzugreifen. Kitchener befahl deshalb der ägyptischen Armee, sich bei Berber zu sammeln. Er bat Evelyn Baring, 1. Earl of Cromer, um Unterstützung durch eine britische Brigade. Die britische Regierung stellte daraufhin eine Brigade aus Truppen des Royal Warwickshire Regiment, Lincoln Regiment, Cameron Highlanders und später den Seaforth Highlanders unter Führung von William Gatacre zusammen. Da die Dampfer der britisch-ägyptischen Armee bereits am Zusammenfluss von Atbara und Nil lagen und die Katarakte um diese Jahreszeit nicht mehr überwinden konnten, verlegte Kitchener am 22. Dezember eine Brigade zu seiner Flotte.
Am 8. April 1898 konnte Kitcheners vereinte anglo-ägyptische Armee den Vorstoß von Mahmud Ahmed in der Schlacht am Atbara vereiteln. 13.000 Briten und Ägypter stießen dabei auf 15.000 Mahdisten. Die Briten verloren 24 Mann, die Ägypter 68 und die Mahdisten ca. 3000. Im Zuge des Nil-Feldzuges wurden alle führenden Emire der Mahdisten in diesem Gebiet getötet, so u. a. der Emir von Dongola, der Emir von Berber und der Emir von Westsudan. Nur Osman Digna konnte mit der Kavallerie entkommen.

### Schlacht von Omdurman

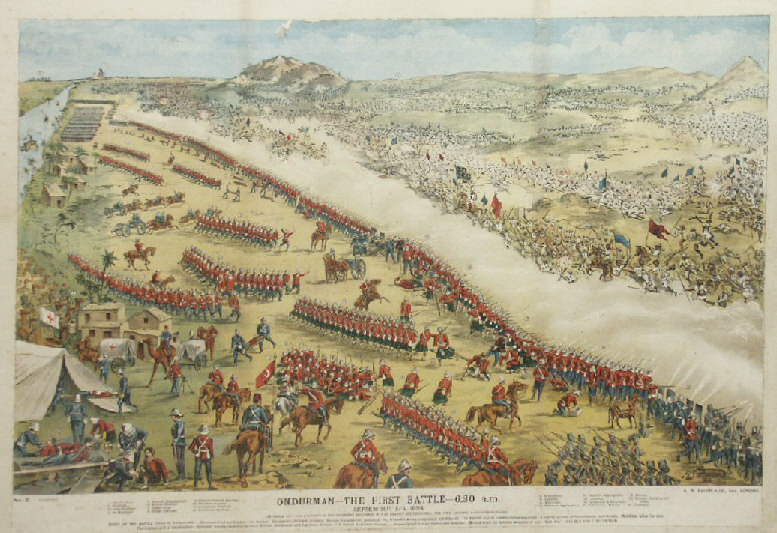
Die Schlacht von Omdurman. Zeitgenössische britische Darstellung

Im Juli 1898 wurde eine zweite britische Brigade in den Sudan verlegt. Die beiden britischen Brigaden wurden, neben der ägyptischen, zu einer zweiten Division zusammengefasst. Kitcheners Armee gliederte sich daraufhin wie folgt:
- Anglo-Egyptian Nile Expeditionary Force (Horatio Herbert Kitchener)
  - Britische Infanteriedivision (Generalmajor William Forbes Gatacre)
    - 1. Brigade (Brigadegeneral Andrew Gilbert Wauchope)
    - 2. Brigade (Brigadegeneral Neville Lyttelton)

  - Ägyptische Division (Generalmajor Archibald Hunter)
    - 1. Brigade (Oberst Hector Archibald MacDonald)
    - 2. Brigade (Oberst John Grenfell Maxwell)
    - 3. Brigade (Oberst Lewis)
    - 4. Brigade (Oberst John Collinson)

  - Kavallerie
    - 21. Lancers (Oberst R.H. Martin)
    - Camel Corps (Major Tudway)
    - Ägyptische Kavallerie (Oberst Robert George Broadwood)

  - Artillerie (Oberst C.J. Long)
  - Flottille (Commander Colin Richard Keppel)[13]

Am 1. September 1898 standen sich schließlich die Hauptarmeen elf Kilometer nördlich der Mahdisten-Hauptstadt Omdurman gegenüber. In der Schlacht am 2. September 1898 kämpften 8.200 Briten und 17.600 Ägypter und Sudanesen in Kitcheners Armee. Die britisch-ägyptische Armee war in eine britische und eine ägyptische Division eingeteilt. Darüber hinaus verfügte der Sirdar über zehn Kanonenboote. Die Armee der Mahdisten umfasste ca. 50.000 Mann und wurde vom Kalifen selbst geführt.
Bereits im Vorfeld der Schlacht wurde Omdurman durch die Geschütze der Kanonenboote beschossen und dabei das Grab Muhammad Ahmads beschädigt. Am Morgen des 2. September 1898 gegen 6:30 Uhr begann der Angriff der Mahdisten. Dieser wurde im Feuer der anglo-ägyptischen Geschütze, Maxim-Maschinengewehre und Gewehre abgewehrt. Die Truppen Kitcheners gingen zum Gegenangriff über und konnten die Mahdisten vollständig besiegen.

„Über mehrere Stunden zog sich das wütende Kampfgetümmel hin, bis die modernen Waffen siegten. 27 000 Anhänger des Mahdi kamen auf das Schlachtfeld, 11 000 von ihnen mußten sterben. Kitchener veranlaßte, daß man die sterbliche Hülle des Mahdi aus seinem Mausoleum zerrte; und auf seinen Befehl hin warf man die Leiche in den Fluß.“

Kitchener hatte die Leiche des Mahdi unter anderem zur Vermeidung einer künftigen Mystifizierung schänden lassen. Dieser Vorgang schockierte die britische Öffentlichkeit und besonders Königin Viktoria, die sich stets hinter Kitchener gestellt hatte.
Im Anschluss wurden Omdurman und das zerstörte Khartum besetzt, welches dann von Kitchener wiederaufgebaut wurde. Nach der Schlacht von Omdurman flohen die Mahdisten nach Süden. Hier kontrollierten sie bis 1899 das Gebiet von Darfur bis zur Grenze nach Äthiopien. Im Oktober 1899 entsandte Kitchener 8.000 Soldaten unter Francis Reginald Wingate, um Abdallahi ibn Muhammad endgültig zu schlagen. In der Schlacht von Umm Diwaykarat in der Provinz Kordofan wurde dieser getötet. Der einzige Anführer der Mahdisten, der entkommen konnte, war Osman Digna. Er wurde erst 1900 gefangen genommen und überlebte die ägyptische Gefangenschaft bis 1926.

## Bedeutung

### Bedeutung für den Sudan

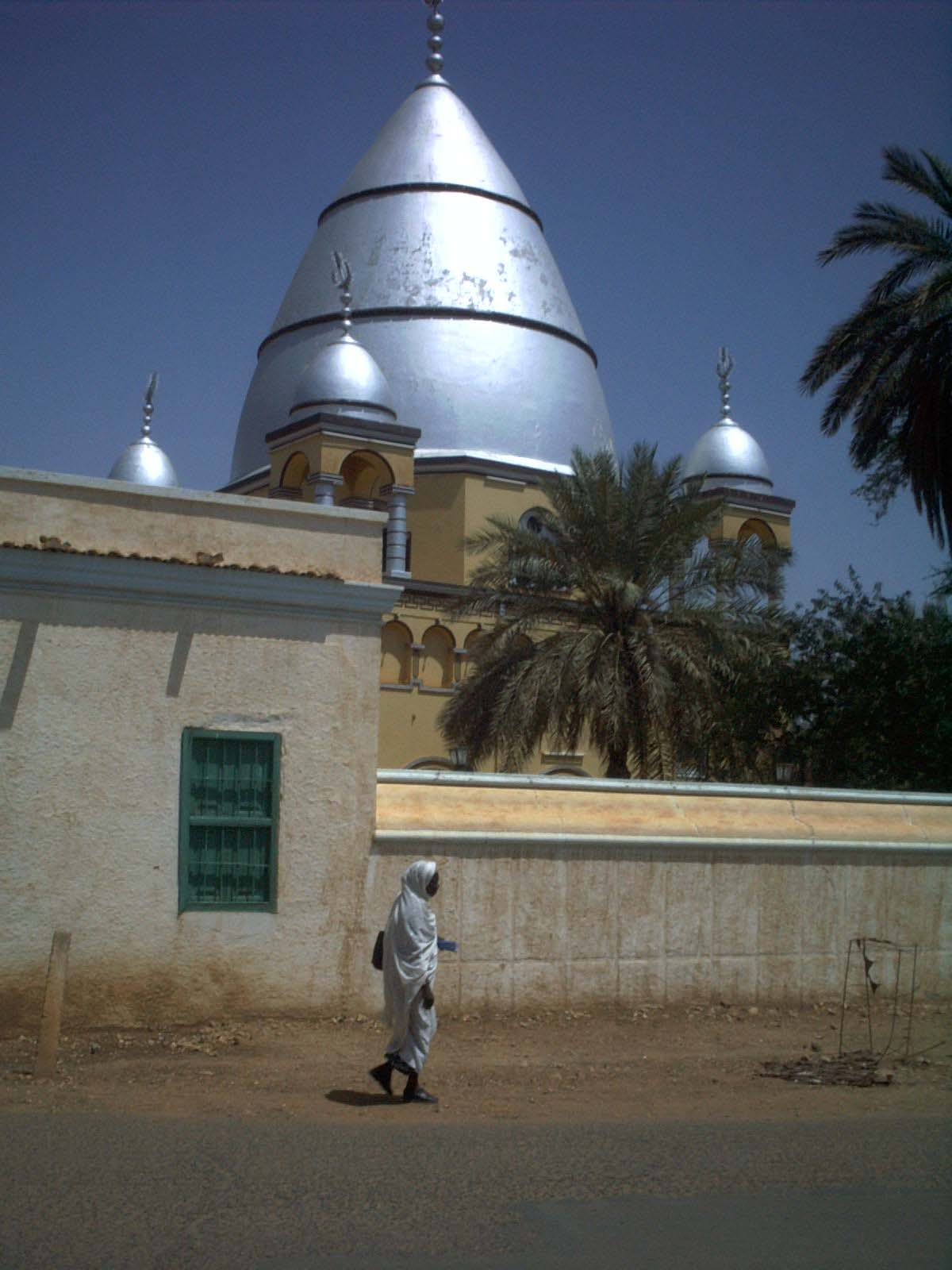
Das Grab des Mahdi in Omdurman

Die Sudan-Provinzen wurde nach der Schlacht von Omdurman nicht wie zuvor Ägypten unterstellt, sondern als anglo-ägyptisches Kondominium konstituiert. Dieses Kondominium bestand von 1899 bis 1956. Da auch Ägypten unter britischer Kontrolle stand, war das Land de facto eine britische Kolonie. Ägypten beanspruchte das Gebiet zwar weiterhin für sich, war aber in dem Kondominium lediglich Juniorpartner. Britische Beamte kontrollierten die Verwaltung des Sudan, ägyptische Beamte waren anfangs höchstens in der mittleren Führungsebene zu finden und wurden schrittweise durch Sudanesen ersetzt. Das Kondominium wurde stets von einem britischen Generalgouverneur verwaltet, wobei Kitchener der erste Generalgouverneur war.
Muhammad Ahmad begründete eine Bewegung des religiösen Fundamentalismus, wie sie teilweise noch im heutigen Sudan zu finden ist. Vor dem Hintergrund der ägyptischen Fremdherrschaft und der britischen Kolonialpolitik entstand daraus eine politische Bewegung, die das ganze Land erfasste. Der Mahdi-Aufstand entwickelte sich zum ersten erfolgreichen Aufstand gegen den Kolonialismus in Afrika. Muhammad Ahmad wird dafür im Sudan als Freiheitskämpfer verehrt. Wie schon in der Zeit des Kalifats dient sein Grab auch heute noch als Pilgerstätte. Die Zahl der Anhänger der von Muhammad Ahmad begründeten Bewegung Ansar as-sunna im Sudan zu Ende des 20. Jahrhunderts wurde auf mehrere Millionen geschätzt.
Am Ende seines Lebens und vor allem unter seinem Nachfolger, dem Kalifen Abdallahi ibn Muhammad, „verweltlichte“ das Reich immer mehr und wurde zu einer Militärdiktatur. Das Reich kolonialisierte selbst Gebiete nichtmuslimischer Schwarzer im Süden. Durch den Dschihad wurden diese Gebiete unterworfen und zwangsislamisiert, eine Praxis, unter der die Nuba im Sudan noch bis zum Ende des 20. Jahrhunderts zu leiden hatten. In den unterworfenen Gebieten wurde der Sklavenhandel wieder eingeführt, den die britischen Gouverneure vorher bekämpften. Die versklavten Männer kamen in die Armeen der Mahdisten, die Frauen in die Harems.
Mit der religiösen Bewegung der Ansar as-sunna ideologisch und personell verbunden ist die politische Bewegung der National Umma Party. Diese wurde vom Sohn Muhammad Ahmads, Abd al-Rahman al-Mahdi, im Februar 1945 unter der damaligen Anglo-Ägyptischen Verwaltung gegründet. Dessen Enkel und Urenkel Muhammad Ahmads, Sadiq al-Mahdi, war nach der Unabhängigkeit des Landes bis zu seinem Tod im November 2020 Vorsitzender der Umma-Partei und zweimal Premierminister des Landes.

### Folgen für die Kolonialmächte

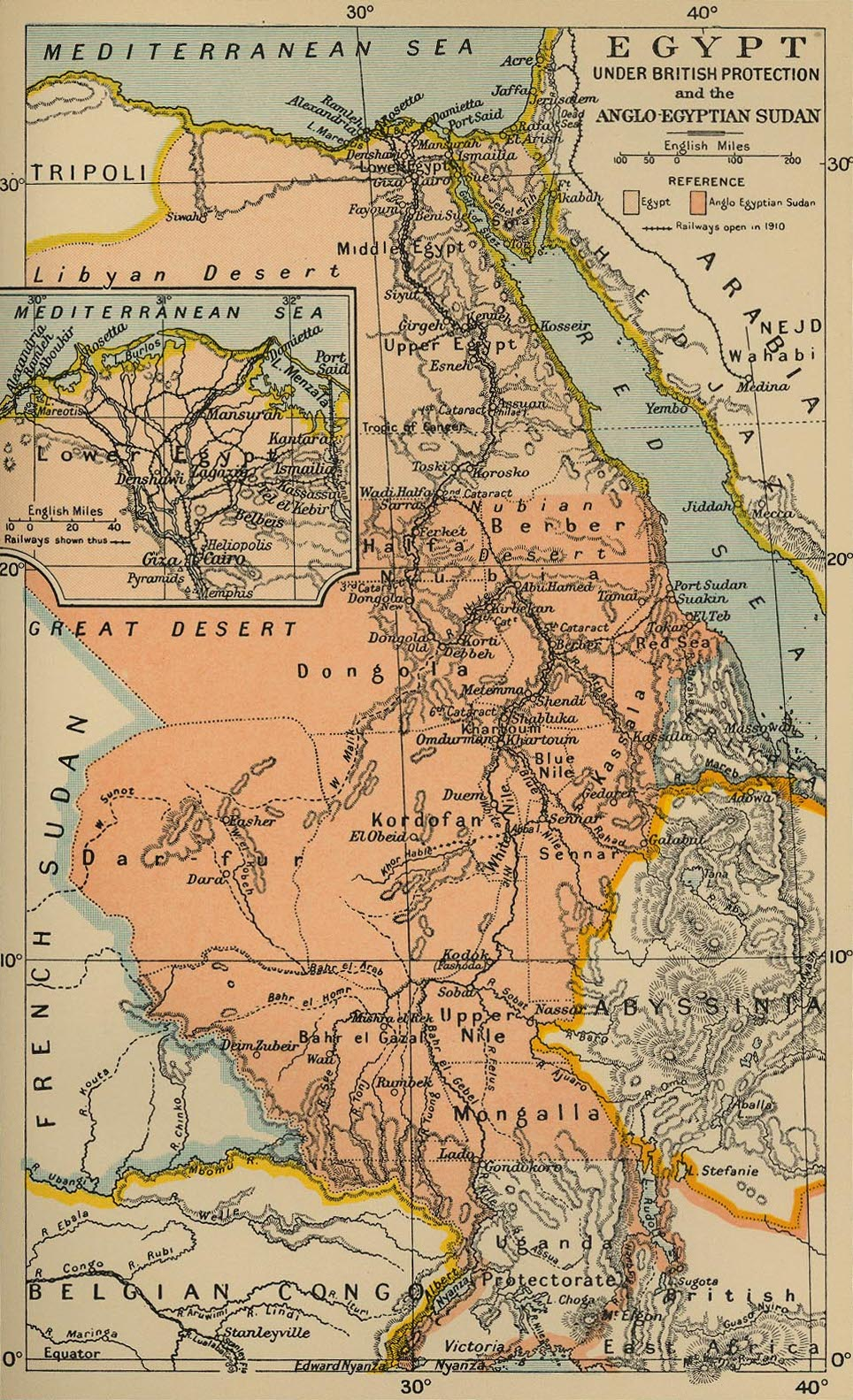
Ägypten und Anglo-Ägyptischer Sudan 1912

Bis zum Mahdi-Aufstand gehörten Eritrea und Somaliland zum osmanischen Vizekönigreich Ägypten. Durch den Verlust der Verbindung zu diesen Gebieten, im Zuge des Aufstandes, gelang es den europäischen Kolonialmächten, diese Länder zu besetzen. 1884 gründeten die Briten Britisch-Somaliland. 1892 nahm Frankreich Besitz vom Gebiet um Dschibuti, das 1896 zur Kolonie Französisch-Somaliland erklärt wurde. 1890 wurde Eritrea als italienische Kolonie konstituiert. Nach dem Zusammenbruch der Herrschaft Ägyptens über Eritrea wegen des Mahdi-Aufstands hatte Italien 1882 Assab und 1885 Massaua besetzt und damit einen ersten Krieg mit Äthiopien provoziert. Dadurch, dass Äthiopien im Krieg gegen die Mahdisten geschwächt wurde, konnten sich die europäischen Kolonialmächte hier ungehindert ausbreiten.
Im Zuge der Niederschlagung des Mahdi-Aufstandes kam es zwischen Großbritannien und Frankreich zur Faschodakrise, da sich beide Mächte nicht über ihre Besitzansprüche im Sudan einigen konnten. Ein Verhandlungsargument der Briten war, im Sudan nur stellvertretend für die ägyptische Regierung zu agieren. Aus diesem Grund wurden die Sudan-Provinzen nach der Beilegung der Krise auch nicht in das britische Kolonialreich eingegliedert, sondern zum anglo-ägyptischen Kondominium erklärt. Frankreich gab in den Verhandlungen nach, und im Sudanvertrag grenzten beide Seiten kurz darauf ihre jeweiligen Interessengebiete ab. Die friedliche Beendigung der Faschodakrise wird als wichtige Voraussetzung für die Entente Cordiale von 1904 betrachtet. Diese bildete wiederum den Schlüssel zu den Bündnisstrukturen beim Ausbruch des Ersten Weltkriegs. Die durch den Sudanvertrag hervorgerufenen Ängste in Deutschland gelten auch als Auslöser für die Erste Marokkokrise von 1905/1906.

## Mahdi-Aufstand im Film
- Im Film Khartoum (deutscher Alternativtitel: Khartoum – Der Aufstand am Nil), mit Charlton Heston als Gordon und Laurence Olivier als Muhammad Ahmad, werden vor allem die Ereignisse um Gordon Pascha und den Fall Khartums geschildert. Der Film wurde 1966 unter der Regie von Basil Dearden und Eliot Elisofon gedreht und war bei der Oscarverleihung 1967 in der Kategorie Bestes Original-Drehbuch nominiert.
- Vier Federn (Originaltitel: The Four Feathers) ist ein britischer Abenteuerfilm, von Zoltan Korda 1939 nach dem gleichnamigen Roman von A. E. W. Mason inszeniert. Der Film behandelt die Geschichte eines britischen Offiziers während des Mahdi-Aufstands bis zur Schlacht von Omdurman. Der junge Offizier nimmt seinen Abschied vom Militär und wird von seinen drei besten Freunden und von seiner Verlobten als Feigling bezeichnet. Als Symbol seiner Feigheit senden ihm diese vier Federn. Daraufhin versucht er sie alle und sich selbst vom Gegenteil zu überzeugen. Der Film war bei der Oscarverleihung 1940 in der Kategorie Beste Farbkamera nominiert.
- In Zusammenarbeit mit Terence Young drehte Zoltan Korda 1955 ein Remake dieses Filmes unter dem Titel „Sturm über dem Nil“ (Storm Over the Nile) mit Anthony Steel und Laurence Harvey. Dabei wurden eine Reihe der Aufnahmen des Films von 1939 wieder verwendet.
- In der Verfilmung Die vier Federn aus dem Jahr 2002 (mit Heath Ledger und Kate Hudson) wird dieselbe Geschichte erzählt. Allerdings ist die Handlung zeitlich früher während des Aufstands angesiedelt.
- Im Reich des Mahdi – "Ein Aufstand der Seelen, der Europa erschreckte". Gespräch zwischen Erhard Oeser und Alexander Kluge zum Verlauf des Mahdi-Aufstands, Sendung vom 20. Januar 2016 aus der Reihe News & Stories von dctp.
- Aufstand in der Wüste – Die Herrschaft des Mahdi. Doku-Drama, Deutschland 2017, 53 min., Regie: Robert Schotter.

## Zeittafel
- 1881
  - der Mahdi erklärt der ägyptischen Regierung am 29. Juni schriftlich seine Mission
- 1883
  - 19. Januar – die Mahdisten nehmen, nach viermonatiger Belagerung, die Provinzhauptstadt El Obeid
  - 5. November – Vernichtung einer anglo-ägyptischen Armee in der Schlacht von Scheikan
  - 23. Dezember – Gouverneur Slatin-Pascha kapituliert in Darfur
- 1884
  - 4. Februar – Mahdisten unter Osman Digna schlagen in der Ersten Schlacht von El Teb ägyptischen Entsatz-Truppen bei Suakin
  - 29. Februar – britische Truppen unter Gerald Graham schlagen in der Zweiten Schlacht von El Teb Osman Digna
  - 13. März – Schlacht bei Tamaii
- 1885
  - 17. Januar – Schlacht von Abu Klea
  - 26. Januar – Eroberung von Khartum durch die Mahdisten; Tod Gordon Paschas
  - 22. Juni – Tod des Mahdi
- 1889
  - 22. Februar – in der Schlacht von El Fascher wird der Fur-Sultan Abu Kairat und der mit ihm verbündete Ahmed Abu Jummaisa von den Mahdisten geschlagen
  - 9. März – Tod des äthiopischen Kaisers Johannes IV. im Kampf gegen die Mahdisten in der Schlacht von Metemma
  - 3. August – britischer Sieg in der Schlacht von Toski
- 1896
  - 7. Juni – Schlacht von Firket
  - 23. September – anglo-ägyptische Truppen nehmen Dongola
- 1898
  - 8. April – Schlacht am Atbara
  - 2. September – Niederlage der Mahdisten in der Schlacht von Omdurman
- 1899
  - 24. November – Tod des Kalifen in der Schlacht von Umm Diwaykarat